# Uroleucon gravicorne
Uroleucon gravicorne är en insektsart som först beskrevs av Patch 1919.  Uroleucon gravicorne ingår i släktet Uroleucon och familjen långrörsbladlöss. Inga underarter finns listade i Catalogue of Life.